# Charles de Stuers
Charles Hubert ridder de Stuers (Pasuruan, 10 december 1894 – Den Haag, 3 januari 1981) was een Nederlandse kunstschilder, lithograaf en conservator.

## Leven en werk
De Stuers was lid van de familie De Stuers en werd geboren in Nederlands-Indië als zoon van jhr. Eugene Paul Emmanuël de Stuers (1866-1939) en Nancy van Cattenburch (1870-1945). Hij trouwde in 1978 met schoonheidsspecialiste Berendina Evelina Maria Helsloot (1904-1991), uit welk huwelijk geen kinderen werden geboren. Na het overlijden van zijn verre verwant Eduard Johan ridder de Stuers (1867-1945) verkreeg hij in 1945 de titel van ridder.
Hij was leerling van onder anderen Frits Jansen en Johannes Josephus Aarts aan de Academie van beeldende kunsten in Den Haag, later van Henk Bremmer. De Stuers studeerde aan de Universiteit Utrecht, waar hij promoveerde. Hij werd conservator van het Rijksprentenkabinet in Amsterdam. Hij gaf lezingen, schreef voor het Maandblad voor beeldende kunsten en publiceerde in 1929 Het lithografisch werk van August Allebé.
De Stuers schilderde (aquarel), tekende en lithografeerde stillevens, landschappen, portretten en naakten. Hij was korte tijd (1914-1915) lid van de Pulchri Studio. Hij overleed in 1981, op 86-jarige leeftijd, en werd begraven op Nieuw Eykenduynen.